# Huấn luyện viên Serie A xuất sắc nhất năm
Huấn luyện viên Serie A xuất sắc nhất năm là giải thưởng hàng năm, được Hiệp hội cầu thủ Ý trao cho huấn luyện viên chuyên nghiệp xuất sắc nhất trong một mùa bóng ở Serie A. Đây là một phần của giải thưởng Oscar del Calcio.

## Huấn luyện viên đoạt giải
| Năm  | Huấn luyện viên     | Câu lạc bộ     |
| ---- | ------------------- | -------------- |
| 1997 | Marcello Lippi      | Juventus       |
| 1998 | Marcello Lippi      | Juventus       |
| 1999 | Alberto Zaccheroni  | AC Milan       |
| 2000 | Sven-Göran Eriksson | Lazio          |
| 2001 | Carlo Ancelotti     | Juventus       |
| 2002 | Luigi Del Neri      | Chievo Verona  |
| 2003 | Marcello Lippi      | Juventus       |
| 2004 | Carlo Ancelotti     | AC Milan       |
| 2005 | Fabio Capello       | Juventus       |
| 2006 | Luciano Spalletti   | Roma           |
| 2007 | Luciano Spalletti   | Roma           |
| 2008 | Cesare Prandelli    | Fiorentina     |
| 2009 | José Mourinho       | Internazionale |
| 2010 | José Mourinho       | Internazionale |